# H-alfa
In fisica e in astronomia, H-alfa, scritta spesso come Hα, è una particolare riga di emissione (o di assorbimento) dell'idrogeno alla lunghezza d'onda di 6562,81 Å, equivalente a 656,281 nm che è un'unità del Sistema internazionale (SI).

## Origine
Secondo il modello di Bohr dell'atomo, gli elettroni si trovano su livelli di energia quantizzati attorno al nucleo atomico. Tali livelli sono identificati dal numero quantico principale n, che può assumere qualsiasi valore intero e positivo, cioè n = 1, 2, 3, ... . Gli elettroni possono trovarsi esclusivamente in questi livelli, e passare da uno all'altro assorbendo o emettendo un fotone.
La serie di transizioni dai livelli con n ≥ 3 a n = 2 è chiamata Serie di Balmer, e le transizioni sono identificate ciascuna con una lettera greca.

La riga H-alfa è la transizione da 3 a 2, la H-beta da 4 a 2 e così via.
- da n = 3 a n = 2 Balmer-alfa o H-alfa
- da n = 4 a n = 2 H-beta
- da n = 5 a n = 2 H-gamma, ecc.

Esistono anche altre serie di righe; per l'idrogeno sono quelle di Lyman, Paschen, Brackett, Pfund e Humphreys.
Per la serie di Lyman la convenzione è la seguente: 

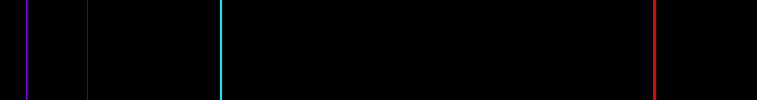
Le quattro linee di emissione nel visibile della serie di Balmer. La H-alfa è la linea rossa all'estrema destra.

- da n = 2 a n = 1 Lyman-alpha,
- da n = 3 a n = 1 Lyman-beta, ecc.

## Caratteristiche
La H-alfa ha una lunghezza d'onda di 6562,81 Ångström, ed è visibile nella parte rossa dello spettro elettromagnetico. Per gli astronomi, la sua presenza rivela idrogeno ionizzato all'interno di nubi di gas. Poiché l'energia necessaria a ionizzare l'atomo di idrogeno e quella per portare l'elettrone dal livello 1 al livello 3 sono quasi le stesse, la probabilità che un elettrone si trovi in tale livello senza essere separato dal nucleo è piuttosto bassa. Tuttavia, dopo la ionizzazione, l'elettrone può ricombinarsi con un protone andando  a formare un nuovo atomo di idrogeno, in cui l'elettrone può trovarsi in un livello qualsiasi. Da qui poi può scendere a livelli energetici più bassi emettendo un fotone per ogni transizione. Circa nel 50% dei casi, questa discesa prevede la transizione da 3 a 2, e i fotoni emessi sono quelli della riga H-alfa, che quindi caratterizza fortemente la presenza di idrogeno ionizzato.
La riga H-alfa tende facilmente a raggiungere il picco della scala, dato che l'idrogeno è il componente principale delle nebulose, per cui, sebbene possa essere utilizzata per trovare forma ed estensione delle nubi cosmiche, non è un buon indicatore per determinare la massa. Di norma, per questo scopo si utilizzano altri tipi di molecole, come diossido e monossido di carbonio, formaldeide e ammoniaca.

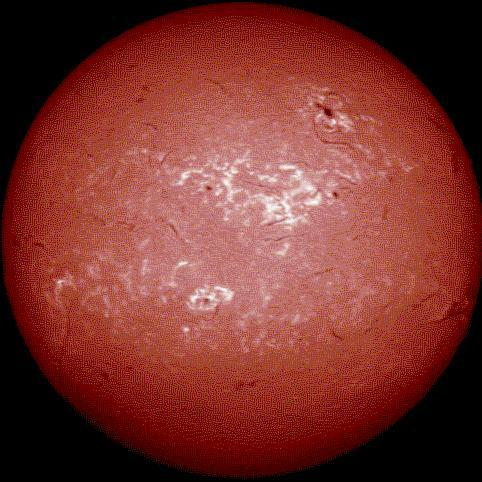
Il Sole osservato con un filtro H-alfa.

## Filtri
Un filtro H-alfa è costruito in modo da trasmettere una stretta banda di luce generalmente centrata sulla lunghezza d'onda della riga. È caratterizzato da un passabanda che seleziona la larghezza della banda che deve essere trasmessa.